# Mike Stern
Mike Stern, né le 10 janvier 1953 à Boston, dans le Massachusetts, est un guitariste américain de jazz fusion.
Il s'est fait connaître en jouant avec le groupe Blood, Sweat and Tears à l'âge de 22 ans, mais c'est Miles Davis qui lui offrira la consécration en le faisant jouer sur les albums The Man with the Horn, Star People et We Want Miles.
De 1983 à 1985, il a accompagné Jaco Pastorius.
Il est sideman d'un grand nombre d'artistes internationaux, dont Stan Getz, Michael Brecker, David Sanborn, Steps Ahead et les Brecker Brothers.

## Biographie

### Jeunesse
Mike Stern est né à Boston au Massachusetts aux États-Unis sous le nom de Sedgwick. Fils de Helen Burroughs et de Henry Dwight Sedgwick V, il est le demi-frère de l'actrice Kyra Sedgwick, et le frère de Holly la mère de l'acteur Philip Nozuka et des chanteurs George Nozuka, Justin Nozuka et de Henry Nozuka. Stern est marié à la guitariste et chanteuse Leni Stern.

### Carrière
C'est au cours de l'université de musique de Berklee à Boston que son attention se porta vers le jazz. Stern joua une jam session avec Blood, Sweat & Tears en 1976 et resta dans le groupe pendant deux ans. Il participa aux albums des groupes suivants : More Than Ever et Brand New Day.
En 1979, Stern rejoint le groupe de jazz fusion de Billy Cobham. Deux Ans plus tard il rejoint le groupe de Miles Davis avec qui il jouera pour la première fois en public le 27 juin 1981 au KIX à Boston, concert qui apparaît sur l'album live We Want Miles de CBS. Il resta avec Davis jusqu'en 1983. De 1983 à 1984 il partit en tournée avec le groupe de Jaco Pastorius, Word of Mouth, c'est pendant cette tournée qu'il rencontre le batteur Brian Melvin. Puis il retourna chez Davis en 1985 pendant presque un an. Il jouera ensuite pendant deux ans au 55 bar avec son trio dans lequel il retrouve son ami Brian Melvin (batteur de Jaco Pastorius)
Son premier album Solo, Upside Downside, a été publié sous Atlantic Records en 1986 où apparaissent Pastorius, David Sanborn et Bob Berg. De 1986 à 1988, il a été membre du quintet de Michael Brecker sur l'album Don't Try This At Home.

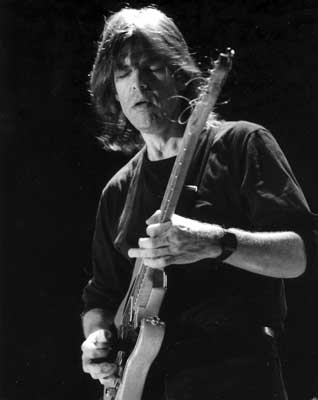
Mike Stern au Liri Blues Festival, Italie, 1998.

Sur le second album de Stern, Time In Place, publié en 1988 sur Atlantic, apparaît Peter Erskine à la batterie et Don Grolnick à l'orgue. Il continua avec l'album Jigsaw en 1989 qui a été produit par le guitariste Steve Khan et qui inclut l'hommage à Miles Davis, "Chief". En 1989, Stern forma un groupe pour une tournée comprenant Bob Berg, le batteur Dennis Chambers et le bassiste Lincoln Goines. Ils réalisèrent l'album Odds Or Evens, publié sur Atlantic, puis se séparèrent en 1992.
Stern a rejoint en 1992 la réunion du Brecker Brothers Band et fut un facteur important du succès de ce groupe populaire durant les deux années suivantes. Son album jazzy et acclamé par les critiques, Standards (And Other Songs), publié en 1993 sous Atlantic, permis à Stern d'être nommé « meilleur guitariste de jazz de l'année » par les lecteurs et les critiques de Guitar Player. Il continua avec les albums Is What It Is (1994) et Between The Lines pour lesquels il fut nommé aux Grammy Awards.
En 1997, Stern revint à une esthétique plus jazzy avec Give And Take où les sessions d'enregistrements sont plus spontanées. Le bassiste |John Patitucci, le batteur Jack DeJohnette, le percussionniste Don Alias participent à cet album, accompagnés des invités Michael Brecker et David Sanborn. Il reçut le prix Orville W. Gibson du meilleur guitariste de jazz.
Après avoir publié pendant 15 ans ses albums sur le label Atlantic, Stern sort l'album These Times en 2004 sur le label ESC. Les joueurs de renom que sont le bassiste Richard Bona, le saxophoniste Kenny Garrett ainsi que le banjoiste Bela Fleck apparaissent sur cet album éclectique.
Stern rejoint en août 2006 le label Heads Up avec l'album Who Let the Cats Out?. En 2008, Stern participe à l'album Lifecycle des Yellowjackets en contribuant à deux compositions et en jouant sur la plupart des morceaux. Il partit en tournée avec les Yellowjackets en 2008 et en 2009.
En février 2009, dans le premier article célébrant le 75e anniversaire du magazine DownBeat, Stern est présent sur la liste des 75 meilleurs guitaristes.
En août 2009, Stern sort Big Neighborhood, qui a été nommé aux Grammy Awards dans la catégorie « meilleur album de jazz contemporain ».

### Vie privée
Il est marié à la guitariste et chanteuse Leni Stern.

## Instruments, amplificateurs, effets

### Guitares
Une de ses premières et plus importantes guitares est une Fender Telecaster hybride datant datant des années 1950 ou 60, qui fut d'abord possédé par Roy Buchanan et Danny Gatton, et qui lui a été volée lors d'un vol à main armée à Boston. Cette guitare est la base d'une guitare personnalisée créée par un luthier de Boston, Michael Aronson, qui a le corps d'une Telecaster avec un manche original d'une Broadcaster des années 1950. Il y a un humbucker Seymour Duncan en position manche et un micro simple bobinage Bill Lawrence en position chevalet.
La guitare d'Aronson est elle-même la base de la Yamaha PA1511MS (puis PA1611MS), le modèle signature de Mike Stern. Le micro manche est un Seymour Duncan '59, celui du chevalet est un Tele Hot Rail.
Stern utilise des cordes Fender .011 - .038 en nickel.

### Amplificateurs
Stern utilise un amplificateur Yamaha G-100  avec des baffles Electro-Voice 2-12", et un Pierce GR-1 avec un cabinet Hartke et des baffles JBL 4x10". À partir de 2011, Mike Stern joue sur scène avec deux Twin Reverb Amp Fender qu'il pose côte à côte.

### Effets
Le chorus très reconnaissable de Stern est créé par un Yamaha SPX-90, dont il n'utilise que l'harmoniseur, en stéréo. Il utilise deux delays digitaux Boss DD-3, dont un possède un long retard pour obtenir de « grands sons planants ». Sa pédale de distorsion est une Boss DS-1. Il utilise parfois l'octaveur Boss OC-2.

## Discographie

### Albums solo
- Neesh (1985) réédition CD au Japon sous le nom Fat time
- Upside Downside (1986)
- Time in Place (1988)
- Jigsaw (1989)
- Odds or Evens (1991)
- Standards and Other Songs (1993)
- Is What It Is (1994)
- Between the Lines (1996)
- Give and Take (1997)
- Play (1999)
- Voices (2001)
- These Times (2004)
- Who Let The Cats Out ? (2006)
- Lifecycle avec les Yellowjackets (2008)
- Big Neighborhood (2009)
- All Over The Place (2012)

### Commesideman
- The Man with the Horn de Miles Davis (1981)
- We Want Miles de Miles Davis (1981)
- Star People de Miles Davis (1983)

## Vidéographie
- Bob Berg Mike Stern  label jazz door
- Mike Stern Live 2004 New Morning label inak
- Billy Cobham's Glass Ménagerie live in Riazzino 1981 label TDK
- Mike Stern band Live 2008 New Morning label inak
- Steps Ahead Live at Mt Fuji label jazz door